# Aganaster
Aganaster is een geslacht van uitgestorven slangsterren die leefden in het Vroeg-Carboon.

## Beschrijving
Deze algemeen voorkomende slangsterren hadden korte, slanke armen. de dieren hadden een brede, centrale bloemvormige schijf.

## Soorten
- Aganaster cingulatus Easton, 1943 †
- Aganaster fujianensis Liao & Wang, 2002 †
- Aganaster gregarius (Meek & Worten, 1869) †
- Aganaster huaanensis (Wu, 1980) †
- Aganaster jagiellonicus Thuy, Kutscher & Plachno, 2014 †
- Aganaster qingchangensis (Feng, 1985) †